# 宣城站
宣城站位于中华人民共和国安徽省宣城市宣州区嶂东路48号，为上海局集团芜湖车务段管辖的铁路车站。车站兴建于1934年，经过铁路有皖赣铁路、宣杭铁路、合杭高速铁路及宣绩高速铁路，现为三等站。目前经过旅客列车约38对。

## 历史

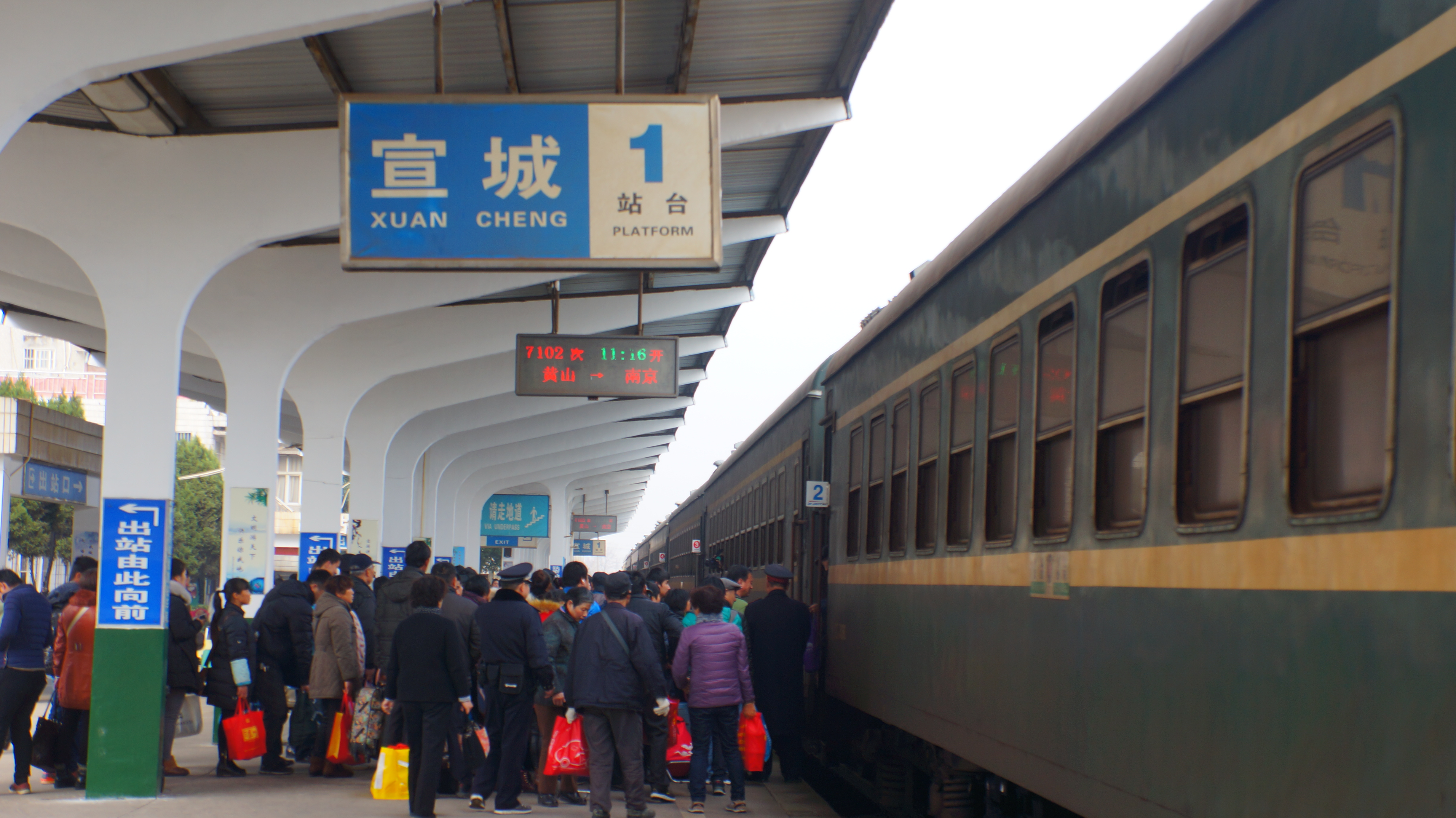
原宣城站普速场一站台（2016年1月）

安徽民营铁路公司最初拟于1905年修建芜湖经宣城至广德的铁路，然由于资金紧张，线路仅完成芜湖至湾沚的路基桥涵。1933年5月，政客张静江、李石曾和部分上海财团组成江南铁路股份有限公司，修建芜湖至宣城孙家埠的铁路。线路于1933年7月施工，1934年4月25日建成。宣城站于7月29日随芜宣段通车而启用，位于今东门汽车站附近。同年11月20日，宣城至孙家埠段也竣工通车。1936年5月，当时的国民政府成立京赣铁路工程局，计划修建从宣城至江西的京赣铁路。然而1937年中日爆发战争，江南铁路员工奉命破坏芜湖南段路轨及全线所有大桥，京赣铁路项目就此搁浅。1945年抗日战争胜利后，江南铁路南京至芜湖段勉强行车，芜湖至孙家埠路段因无力修复而废弃。
京赣铁路的复建工程——皖赣铁路于1970年代重新开始规划建设。1974年10月，芜湖火龙岗至宁国段建成通车，新宣城站于1975年1月正式开始运营。
铁道部1986年出台的“中取华东”铁路建设蓝图中将原先规划的杭州至南京的杭宁铁路改为宣城至杭州的宣杭铁路，作为淮南至华东地区的华东第二铁路通道的一部分。新建设的宣城至长兴段于1988年10月1日开工，同时宣城火车站进行了改造工程。1992年4月20日，宣杭铁路接入宣城站；而当时的宣州新客站则于1995年10月18日投入使用，新站房面积600平方米，设有486个候车座椅。
为迎接商杭客运专线及皖赣新双线（后调整为宣绩高速铁路）经过宣城，宣城站于2014年12月15日起进行改造工程。改造工程包括新建东站房和改扩建站场，并将原车站的货运业务搬迁至巷口桥站。车站东站房及新普速场于2018年7月27日启用。7月25日至27日大量经由宣城站的列车停运，以应对线路拨接改造。同时车站原西站房和普速场停用，并被改造为商杭场，於2020年6月28日正式啟用。

## 车站结构

### 站房

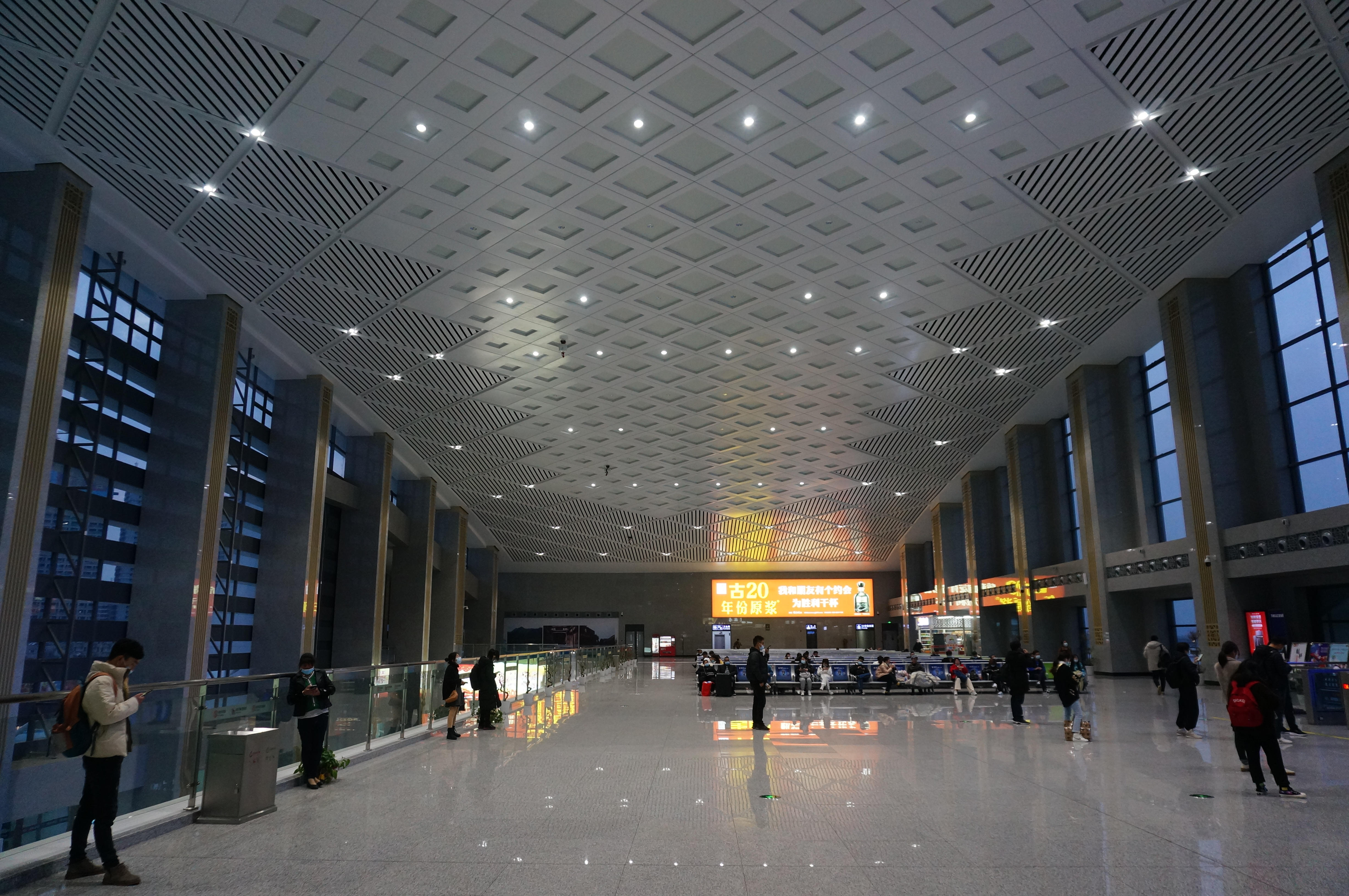
西站房内部

宣城站设有东、西两座站房，两座站房均可为车站所有经停列车候车、检票及进站。东站房于2018年7月27日投入使用，站房总长为143米，总宽为34米，总建筑面积约为12600平方米。站房主体为两层，局部三层。站房设计以“宣”字为载体，体现了宣城地方特色。售票处位于站房北侧，面积498平方米，设有5个售票窗口和6台自助售取票机；进站大厅面积1116平方米；候车大厅面积4170平方米，设有1530个座椅，此外还设有191平方米的商务候车厅；出站厅591平方米，行包用房467平方米。
宣城站西站房总长为179米，总宽为43.5米，总建筑面积约为17370平方米，建筑特征与东站房类似。售票厅内设有8台自动售票机和5个人工窗口。候车厅位于站房中部，内设2台自动售票机，服务台内亦设有票务设备。

### 站场
目前宣城站设有3个岛式站台、2个基本侧式站台，共计5台14线。2018年7月27日启用的新普速场设1座岛式站台和1座侧式站台、7条站线。站台编号为6-8，长550米；站线包括3条旅客到发线、2条侧线和2条正线；高速场规模3台7线。车站站场和东西站房通过宽15米的进站天桥连接。
| 东 | 东站房   | 售票、候车、进站                                        |
| 东 | 侧式站台 |                                                         |
| 东 | 8站台    | 宣杭铁路、皖赣铁路 往杭州、鹰潭方向（建国站、孙家埠站） |
| 东 | 侧线     | 货物列车                                                |
| 东 | 正线     | 宣杭铁路、皖赣铁路 下行列车                             |
| 东 | 正线     | 皖赣铁路 上行列车                                       |
| 东 | 侧线     | 货物列车                                                |
| 东 | 7站台    | 皖赣铁路 往芜湖方向（巷口桥站）                         |
| 东 | 岛式站台 |                                                         |
| 东 | 6站台    | 皖赣铁路 往芜湖方向（巷口桥站）                         |
| 东 | 5站台    | 合杭高速铁路 往杭州东方向（郎溪南站）                   |
| 东 | 岛式站台 |                                                         |
| 东 | 4站台    | 合杭高速铁路 往杭州东方向（郎溪南站）                   |
| 东 | 正线     | 合杭高速铁路、宣绩高速铁路 下行列车                     |
| 东 | 正线     | 合杭高速铁路 上行列车                                   |
| 东 | 3站台    | 合杭高速铁路 往合肥方向（湾沚南站）                     |
| 东 | 岛式站台 |                                                         |
| 东 | 2站台    | 合杭高速铁路 往合肥方向（湾沚南站）                     |
| 东 | 1站台    | 合杭高速铁路 往合肥方向（湾沚南站）                     |
| 东 | 侧式站台 |                                                         |
| 西 | 西站房   | 售票、候车、进站                                        |